# Rosa García-Malea López
Rosa María García-Malea López (nascida em 1981) tornou-se na primeira mulher piloto de aviões de caça da Força Aérea Espanhola, depois de se ter qualificado para pilotar aviões de caça o jato em 2006.

## Serviço militar
García-Malea é uma das primeiras mulheres pilotos de caça na Força Aérea Espanhola, qualificada para pilotar o F/A-18 Hornet. Com mais de 1250 horas de voo e, depois de ter participado na Guerra da Líbia em 2011, após 15 anos de serviço na força aérea espanhola, ela se juntou à Patrulla Águila, uma equipa de acrobacias aéreas, pilotando agora um Casa C-101. Em 2018, ela recebeu a Medalha de Andalucía pelas suas realizações.